# Jan van den Herrewegen
Jan van den Herrewegen, né le 9 septembre 1993 à Audenarde, est un joueur professionnel de squash représentant la Belgique. Il atteint le 69e rang mondial en juin 2018, son meilleur classement. Il est champion de Belgique à plusieurs reprises entre 2016 et 2020, succédant à Stefan Casteleyn titré 19 fois.

## Palmarès

### Titres
- Championnats de Belgique : 4 titres (2016, 2018-2020)